# Jack McMullen
Jack McMullen est un acteur britannique né le 22 février 1991 à Liverpool.

## Filmographie sélective

### Cinéma
- 2011 : Seamonsters de Julian Kerridge : Sam
- 2014 : The Hatching de Michael Anderson : Russell
- 2014 : The Quiet Hour de Stéphanie Joalland : Tom Connelly
- 2014 : The Knife That Killed Me de Kit Monkman et Marcus Romer : Paul
- 2015 : Urban Hymn (en) de Michael Caton-Jones : Dean
- 2019 : The Souvenir de Joanna Hogg
- 2019 : Le Mans 66 (Ford v. Ferrari) de James Mangold : Charles Agapiou

### Télévision
- 2002-2003 : Brookside  : Josh McLoughlin (75 épisodes) :
- 2004-2008 : Grange Hill : Tigger Johnson (65 épisodes)
- 2008 : Spanish Flu: The Forgotten Fallen (téléfilm) de Justin Hardy : Tommy
- 2010-2012 : Waterloo Road : Finn Sharkey (48 épisodes)
- 2014 : Common (téléfilm) de David Blair : Colin McCabe
- 2025 : This city is ours  de Saul Dibb et John Hayes : Jaimie

## Théâtre
- 2012: The Lonleyness of a Long-Distance Runner de Roy Williams après Alan Sillitoe, Pilot Theatre, York

## Distinctions
- 2003 : British Soap Award du meilleur nouveau venu et du meilleur couple à l'écran (partagé avec Sarah White) pour Brookside .